# Buff Beauty
'Buff Beauty' est un cultivar de rose, hybride de Rosa moschata, introduit par Ann Bentall en 1939, mais obtenu auparavant par le révérend Pemberton. Il est issu de Rosa moschata et du rosier de Noisette 'William Allen Richardson', très florifère et parfumé.

## Description
'Buff Beauty' se présente sous la forme d'un arbuste élevé (de 150 cm à 160 cm en moyenne de hauteur et 150 cm de largeur) à port divergent et souple aux rameaux arqués et au feuillage mat vert foncé avec des fleurs très doubles de 7 ou 8 cm au parfum de thé. Elles fleurissent abondamment en grappes tout au long de la saison estivale et leur coloris va de l'abricot au chamois clair, le cœur étant plus orangé. Elles ressemblent par leur forme délicate aux roses anciennes avec des corolles en rosette.
Le buisson peut se conduire en petit grimpant s'il est palissé. C'est un rosier résistant aux maladies.
Il craint le soleil trop direct de l'été et apprécie la mi-ombre.

## Distinctions
- Award of Garden Merit de la Royal Horticultural Society 1993